# Весьегонский уезд
Весьего́нский уе́зд — административно-территориальная единица Тверской губернии в составе Российской империи и РСФСР. Уездный город — Весьегонск.

## География
Уезд был расположен в северо-восточной части Тверской губернии. Площадь уезда — 6176 кв. вёрст. Поверхность слегка холмистая. Почвы разнообразные, преобладает — иловато-глинистая, песчаная и серая суглинистая (самая плодородная, особенно близ Красного Холма). Поймы встречаются по берегам рек, лучшие по рекам Мологе, Рени и Ратыни. Реки многочисленны, впадают в Мологу. Молога в верхнем своем течении служит для сплава леса, в нижнем судоходна (она входит в состав Тихвинской водной системы). В западной части уезда большое количество болот (в Замоложье). Лесом занято 240 тысяч десятин (более 1/3 уезда), преимущественно в Замоложье и северных частях; окрестности Красного Холма (юго-восток) безлесны. Лучшие леса находились в собственности казённых ведомств. Преобладающие породы: сосна, ель и береза; много зверей (медведи, лоси). Климат более суровый, чем в других уездах губернии.

## История

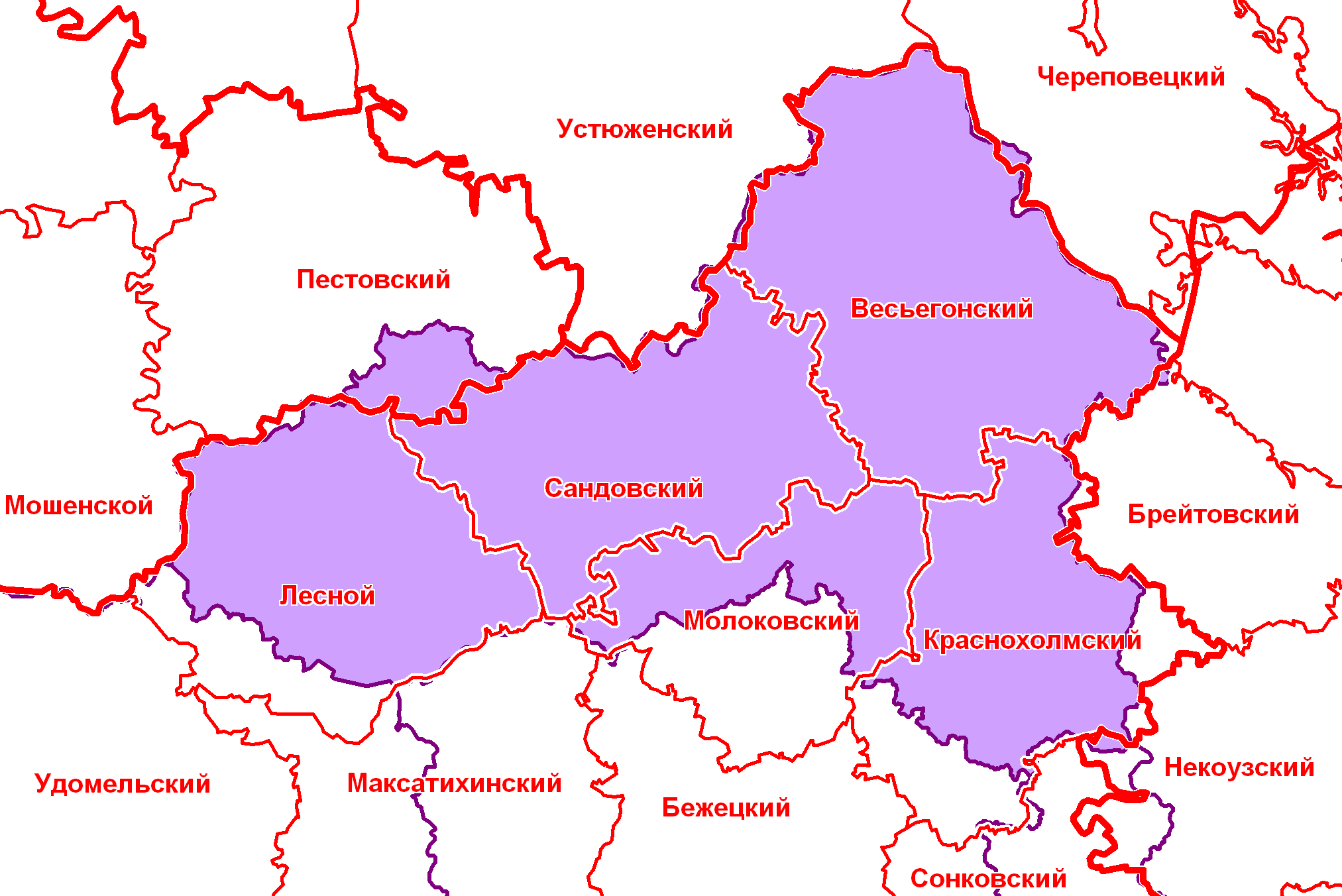
Весьегонский уезд в современной сетке районов

Образован в 1778 году, в составе созданного в 1776 году Тверского наместничества; до этого его земли принадлежали к Углицкой провинции. В 1796 году упразднён, восстановлен 1803 году с присоединением заштатного города Красный Холм. В 1918 году из состава уезда выделен Краснохолмский уезд. Тогда же уезд сотрясали крестьянские восстания. Процесс становления советской власти в Весьегонском уезде описан в книге А. И. Тодорского «Год с винтовкой и плугом». С 25 апреля 1921 по 6 февраля 1923 г. уезд входил в состав Рыбинской губернии.
В 1929 году Весьегонский уезд был упразднён, а его территория вошла в состав Бежецкого округа Московской области.

## Население
Жителей в 1890 г. в уезде, исключая городов, 146225 (67653 м и 78572 ж.), в том числе 25 тыс. карел. 98,75 % населения — православные. Густота населения различна: 59 ж. на 1 кв. в. в окрестностях г. Кр. Холма и 8 на зап. (в Замоложье) и на сев.-востоке уезда. Громадное большинство жителей уезда — крестьяне, которых значится 51941 ревизская душа, в том числе бывш. помещич. 21166, бывш. каз. 21988 бывш. уд. 6873, соб. 199 и безземельных 715 рев. д. Населенные пункты: 2 города (Весьегонск и заштатный Красный Холм), 1 монастырь (Краснохолмский Антониев муж., в 2 верстах от Красного Холма), 65 сел, 14 погостов, 58 селец, 111 усадеб и 802 деревни. Крупных негородских поселений нет.
По переписи 1897 года население уезда составляло 155 431 чел., в 1926 году — 114 602 чел.
По национальности в 1897 году:
- русские — 83,4 %;
- карелы — 15,5 %.

## Населённые пункты
Крупнейшие населённые пункты по переписи 1897 года (чел.):
- г. Весьегонск — 3457;
- г. Красный Холм — 2514;
- д. Васильки — 755;
- с. Большое Раменье — 652.

## Экономика
На конец XIX века крестьянских дворов в уезде насчитывалось 24347, в том числе 2421 бобыльский двор. Удобные земли принадлежали 47 % крест. в наделе, 7,4 крест. собственникам, 28,2 дворян., 7,1 казне, 4,9 уделу, 3,1 купц. и 2,3 % проч. владельцам. Усадебные и пахотные земли составляли 141242 дес. (в том числе 125 тыс. дес. в наделе у крест.), или 1/4 общей площади удобной земли. Главное занятие населения земледелие; последнее к концу XIX века не могло удовлетворить всех потребностей населения, хлеба приходилось прикупать до 15 тыс. четвертей в год. Лошадей 34047, коров 49493, мелкого скота 64838 голов. Промыслы местные: рубка и сплав леса, рыболовство на реке Мологе; кустарные: смолокурение в Замоложье (320 чел.), гвоздарный в Перемутской вол. на сев.-вост. (852 чел.), кожевенный (300 чел.) и сапожный (1500 ч., на 210 тыс. р.) в окрестностях г. Кр. Холма; отхожие: земледелие (в Ярославской г.), судоходство, валяльный и шерстобойный, чернорабочий; паспортов взято было в 1886 г. — 15648. Фабрик и заводов в уезде (кроме городов) в 1886 г. было 57; производство их 357 т. рублей; в том числе 2 винокурен. завода (на 122 т. рублей), 1 муком. мельница (134 т. р.), 16 сыров. и маслоделен (9 т. пуд., на 65 т. руб.). Ярмарок — 22. Торговые пункты: Красный Холм, села Кесьма, Сушигорицы, Смердынь. Народных школ в уезде: церковно-приход. 7, земских 45, частных 1, шк. грамотности — 24. Учащихся в 1889 — 90 г.: мальч. 3256, дев. 641. Земство на школы расходует (1891 г.) 22050 р. Больниц три — все земские (в Весьегонске, Красном Холме и в с. Сушигорицах); на врачебную часть земство расходует (1888 г.) 25821 р. Земский доход в 1888 г. — 128368 р..

## Административное деление
В 1890 году в уезде было 24 волости:
| № п/п | Волость      | Волостное правление | Число селений | Население |
| ----- | ------------ | ------------------- | ------------- | --------- |
| 1     | Антоновская  | с. Антоновское      | 27            | 4490      |
| 2     | Арханская    | с. Арханское        | 33            | 4660      |
| 3     | Бельская     | с. Борисково        | 13            | 2430      |
| 4     | Володинская  | д. Володино         | 19            | 4390      |
| 5     | Делединская  | с. Деледино         | 37            | 5290      |
| 6     | Залужская    | с. Залужье          | 61            | 5820      |
| 7     | Кесемская    | с. Кесьма           | 58            | 8230      |
| 8     | Лопатинская  | д. Лопатиха         | 56            | 5525      |
| 9     | Лукинская    | с. Лукино           | 44            | 6990      |
| 10    | Любегощская  | с. Любегощи         | 49            | 6140      |
| 11    | Макаровская  | с. Макарово         | 30            | 3665      |
| 12    | Мартыновская | с. Мартыново        | 49            | 6875      |
| 13    | Михайловская | д. Мосейково        | 29            | 3670      |
| 14    | Никольская   | д. Полонское        | 42            | 3318      |
| 15    | Перемутская  | д. Перемут          | 21            | 4085      |
| 16    | Поповская    | д. Туркова          | 31            | 6010      |
| 17    | Прудская     | с. Пруды            | 24            | 4890      |
| 18    | Путиловская  | д. Путилово         | 43            | 8625      |
| 19    | Телятинская  | д. Иван-Погост      | 50            | 6190      |
| 20    | Топалковская | д. Топалки          | 42            | 5600      |
| 21    | Хабоцкая     | с. Хабоцкое         | 38            | 6930      |
| 22    | Чамеровская  | с. Чамерово         | 63            | 7280      |
| 23    | Чистинская   | с. Чисти            | 44            | 6860      |
| 24    | Щербовская   | д. Щербово          | 41            | 8145      |

К 1913 году в уезде была упразднена Бельская волость.
В полицейском отношении уезд был разделён на четыре стана:
- 1-й стан, становая квартира с. Кесьма.
- 2-й стан, становая квартира г. Красный Холм.
- 3-й стан, становая квартира д. Свищево.
- 4-й стан, становая квартира с. Сандово[7].

В течение 1918 года за счёт сокращения числа селений в Володинской, Прудской, Топалковской, Чистинской волостях были образованы Покрово-Коноплинская, Полянская, Рачевская и Юрьевская волости. Одновременно с этим часть новых и старых волостей вошла во вновь образованный Краснохолмский уезд. Предполагалось также создание Братковской волости из части селений Мартыновской, но это решение местных властей не было утверждено НКВД.
Постановлением НКВД от 10 января 1919 года утверждён перевод в состав образованного Краснохолмского уезда Антоновской, Володинской, Делединской, Полянской, Поповской, Прудской, Путиловской, Рачевской, Хабоцкой, Чистинской и Юрьевской волостей, а постановлением от 27 марта 1920 года — Мартыновской волости.
В 1919—1920 годах уточнялись границы Весьегонского с Череповецким уездом Череповецкой губернии и Мологским уездом Ярославской губернии. В результате в Ярославскую губернию отошёл ряд пустошей, в Тверскую вошли пустоши, дачи, а также деревни: Елизово, Желтиха, Чупино.
Постановлением ВЦИК от 15 апреля 1921 год уезд в составе 15 волостей был переведён в Рыбинскую губернию, а декретом от 15 февраля 1923 года возвращён в Тверскую, но уже в составе 13 волостей: Лопатинская и Михайловская волости до этого вошли в состав Вышневолоцкого уезда (постановление ВЦИК от 22 июня 1922 года).
Постановлением ВЦИК от 3 марта 1924 года в связи с ликвидацией Краснохолмского уезда в состав Весьегонского уезда была возвращена Мартыновская волость.
Постановлением Тверского губисполкома от 28 марта 1924 года были ликвидированы Арханская, Залужская, Макаровская, Мартыновская, Никольская, Перемутская, Покрово-Коноплинская, Телятинская, Щербовская волости. Их селения вошли в укрупненные Кесемскую, Лукинскую, Топалковскую и Чамеровскую волости, а также во вновь образованные Весьегонскую и Сандовскую.
Постановлением ВЦИК от 3 октября 1927 года Лопатинский и Пестовский сельсоветы Лукинской волости переданы в Вышневолоцкий уезд.

## Современное положение
В настоящее время территория уезда (в границах на 1917 год) входит в состав Весьегонского, Сандовского, Краснохолмского, Молоковского и Лесного районов Тверской области, а также Пестовского района Новгородской области.